# 出發 (潘辰專輯)
《出发》是中国内地歌手潘辰的首张EP，于2010年11月15日发行，共收录4首歌曲。潘辰亦凭借这张EP获得多个新人奖项。

## 专辑介绍
这是潘辰加盟新公司少城时代后推出的首张EP，由少城时代联合环球唱片投资百万，邀请阿弟仔、Edward Chan等多位金牌制作人共同倾力打造。整张EP包含轻摇滚、民谣、R&B等多种音乐风格。其中《起风的季节》由香港创作才子方大同作曲，《绽放爱》MV和音乐电影则由鬼才导演陈奕仁执导，并专程赴宜兰海滨拍摄，潘辰与台湾新锐演员张书豪共同演绎。
这张EP很早之前就开始筹备，且为保证质量而推迟了发片日期。作为主打歌的《绽放爱》于2010年10月25日在中歌榜首播。11月17日，EP发布会于北京正式举行，作为同公司歌手的张靓颖和王铮亮，以及好友曾轶可均到场祝贺。之后因销量喜人，公司于2011年3月30日推出该EP的影音升级版，增加收录了歌曲MV和幕后花絮。

## 曲目列表
1. 绽放爱 （词：黄文萱 曲：GJ 制作人：小安）
2. 环游你的心 （词：杨耀程／陈忠义 曲：陈忠义 制作人：阿弟仔）
3. 起风的季节 （词：小寒 曲：方大同 制作人：陈浩然）
4. 冬眠 （词：葛大为 曲：Andrew Brian Willcocks 制作人：Jim Lee）

## 其他
- EP中《绽放爱》和《起风的季节》两首歌曲拍摄有MV，另外搭配有20分钟的迷你音乐电影，与幕后花絮一起收录于升级版DVD。
- 与EP同步发行的图文书《一路，漫跑》，由潘辰亲自撰写，是她在当年7月与友人赴西部藏区自驾旅行的记录。